# کامپوفرانکو
کامپوفرانکو (به ایتالیایی: Campofranco) یک کومونه در ایتالیا است که در استان کالتانیستا واقع شده‌است.

## خصوصیات
کامپوفرانکو ۳۶٫۰ کیلومترمربع مساحت و ۳٬۱۹۶ نفر جمعیت دارد و ۳۵۰ متر بالاتر از سطح دریا واقع شده‌است.